# Inga Lindström: Hannas Fest
Hannas Fest ist ein deutscher Fernsehfilm von Peter Weissflog aus dem Jahr 2008. Er ist Bestandteil des ZDF-Herzkino-Sonntagsfilms und der 26. Film der Inga-Lindström-Reihe nach der gleichnamigen Erzählung von Christiane Sadlo. Die Hauptrollen sind mit Diana Körner, Dietrich Hollinderbäumer, Suzan Anbeh und Thomas Heinze besetzt.

## Handlung
Hanna Marklund hat zu ihrem 60. Geburtstag die ganze Familie zu sich eingeladen. Ihre Tochter Maja Janson, ihr Mann Lasse mit der Enkelin Sina sowie ihr Sohn Harald, der mit seiner neuen Partnerin Britta kommen soll. Sina schwärmt sehr für ihren Professor Sven Katull und überredet ihn, auch mitzukommen. Bevor sie anreisen, verrät Britta Harald, dass sie schwanger ist. Sie ist gespannt darauf, wie Gustav, der Vater von Harald darauf reagieren wird, denn er ist nicht so davon überzeugt, dass sie die Richtige für Harald ist. Gustav geht beim Juwelier vorbei, um ein Geschenk für seine Frau zu kaufen. Er entscheidet sich für eine Halskette, zudem gefällt ihm auch ein Ring, den er auch gleich mitnimmt. Die Kette muss von Juwelier Matson noch angepasst werden. Lasse kann nicht zusammen mit Maja anreisen, da er dabei ist, seine Bootsmarina zu verkaufen. Sie planen nämlich, nach Costa Rica auszuwandern, Maja weiß aber nichts vom Verkauf. Nach und nach trudeln alle ein, zunächst Sina mit Sven, danach Harald mit Britta. Hanna erhält vom alten Freund der Familie, Gerald, noch den Wein geliefert, dabei erwähnt er, dass er demnächst wieder als Arzt nach Mozambique reisen wird. Im Spaß erwähnt er, dass sie ihn ja begleiten könnte, als ausgebildete Krankenschwester wäre sie eine große Hilfe.
Beim gemeinsamen Mittagessen legt Gustav seine Jacke über einen Stuhl in der Küche. Als sie herunterfällt, sieht Hanna das Schächtelchen mit dem Ring in der Jackentasche. Sie meint, es sei sein Geschenk für ihren Geburtstag, legt es aber wieder zurück. Als Maja ebenfalls eintrifft, will sie wie üblich ihre Sachen ins Gästehaus stellen. Dies hat aber ihre Tochter mit Sven in Beschlag genommen. Als sie dort dann auf Sven trifft, ist sie wie vom Blitz getroffen. Die beiden kennen sich von früher, sie waren während ihrer Jugend mal ein Paar. Sina findet dies gar nicht lustig. Gustav muss am Abend dringend nochmals in die Kanzlei, dabei stellt sich heraus, dass er ein Verhältnis mit seiner Sekretärin Annika hat. Am nächsten Morgen trifft dann Lasse endlich auch ein. Vor versammelter Familie verkünden Harald und Britta dann, dass sie ein Kind bekommen. Während sich alle freuen, läuft Gustav konsterniert davon. Sina umgarnt immer noch Sven, der redet sich aber heraus, indem er vorgibt, dass er noch für die Uni arbeiten muss. Gustav ist wieder in der Kanzlei, dort schenkt er Annika den Ring, den er kürzlich gekauft hat. Gerald redet wieder auf Hanna ein, dass sie ihn nach Mozambique begleiten soll. Sven geht mit Maja auf einen Segeltörn, dabei kommen sie sich näher und küssen sich. Harald ist mit Einkäufen beschäftigt, dabei beobachtet er, wie sein Vater sich herzlich von Annika verabschiedet. Als Maja und Sven von ihrem Törn zurückkehren, werden sie von Sina überrascht. Sie geht nun aufs Ganze und küsst Sven vor den Augen ihrer Mutter.
Lasse hat Probleme beim Verkauf seiner Marina bekommen, zudem beginnt Maja eine Diskussion mit ihm, weil sie daran zu zweifeln beginnt, ob der Neuanfang in Costa Rica wirklich die Lösung für ihre Eheprobleme ist. Als am nächsten Morgen alle Hanna zum Geburtstag gratulieren, überreicht Gustav ihr die Kette, sie ist enttäuscht, weil sie gemeint hat, sie erhalte den Ring, den sie kürzlich bei ihm entdeckt hat. Maja und Harald merken nun auch, dass es in der Ehe ihrer Eltern kriselt. Kurz darauf bekommt Gustav einen Anruf von Annika und er lässt seine Frau an ihrem Geburtstag einfach sitzen. Sven hat einen Anruf von seinem Dekan bekommen, der ihn dringend in Stockholm sehen will. Sina ist enttäuscht, dass er so unverhofft abreisen muss. Als Sven unterwegs anhält, um nochmals die schöne Gegend zu bewundern, kommt Maja auf dem Fahrrad vorbei. Zunächst streiten sie sich darüber, dass Maja ja mit Lasse zusammen ist und Sina sich eine Beziehung mit Sven wünscht. Doch Sven gesteht Maja dann, dass er sie immer geliebt hat. So verbringen sie eine gemeinsame Stunde am See. Hanna taucht unverhofft in der Kanzlei auf, dabei sieht sie den Ring am Finger von Annika. Trotzdem lädt sie sie zum Geburtstagsessen ein, da sie ja fast zur Familie gehört. Sina meint, ihr Vater hätte ein Verhältnis mit der Maklerin und beschimpft sie am Telefon. Maja trifft vor der Kanzlei ihren Vater und Annika an. Nun merkt sie auch, dass da etwas ist. Als sie ihren Bruder darauf anspricht, bestätigt er ihre Vermutung.
Lasse informiert Maja endlich darüber, dass er dabei ist, sein Geschäft zu verkaufen, damit sie Geld für ihren Neuanfang in Costa Rica haben. Maja macht ihm klar, dass sie nicht mitkommen wird, weil sie nicht mehr daran glaubt, dass sie damit ihre Ehe retten können. Sina ist traurig, weil sie das Gefühl hatte, Sven empfinde etwas für sie, ihr nun aber die kalte Schulter zeigt. Maja tröstet sie und erzählt ihr, dass ihre Beziehung mit Lasse leider auch gescheitert ist. Sven taucht überraschend auch wieder auf, weil er Sehnsucht nach Maja hatte. Als sie sich vor dem Haus küssen, taucht auch Sina auf und sieht es. Maja und Sven erklären ihr endlich die ganze Wahrheit. Am gemeinsamen Essen verkündet Hanna, dass sie mit Gerald nach Afrika gehen wird. Gustav beendet daraufhin seine Beziehung zu Annika, kann Hanna damit aber nicht von ihrem Vorhaben abbringen. Maja und Sven haben sich für den nächsten Tag in Stockholm verabredet, er konnte aber nicht so lange warten und fährt ihr entgegen. Sina wünscht ihrer Mutter alles Gute. Als Hanna abreist, fragt Gustav, ob er sie einmal in Afrika besuchen darf und ob sie noch eine Chance haben.

## Hintergrund
Hannas Fest wurde vom 11. August bis zum 5. September 2008 an Schauplätzen in Schweden gedreht. Produziert wurde der Film von der Bavaria Fiction GmbH.

## Rezeption

### Einschaltquote
Die Erstausstrahlung am 28. Dezember 2008 im ZDF wurde von 6,06 Millionen Zuschauern gesehen, was einem Marktanteil von 17,3 % entspricht.

### Kritiken
Die Kritiker der Fernsehzeitschrift TV Spielfilm zeigten mit dem Daumen nach unten und fassten den Film mit den Worten „Gute Darsteller in gefühligem Quark“ kurz zusammen.